# Łączyna
Łączyna – część konstrukcji mebla łącząca dwa lub więcej elementów. Dotyczy to głównie sposobu łączenia nóg mebli szkieletowych, lub podstaw mebli skrzyniowych. Jeśli element ten ma formę poziomej listwy, czy deski łączącej dwa elementy deskowe podstawy np. stołu bywa nazywany trawersem.
Łączyny przybierały różne kształty, w zależności od aktualnie panującego stylu. Jest to jedna z cech odróżniających dany styl od innych.